# Campionato AMA/FIM Supercross 2008
Nel 2008, il Campionato AMA di supercross, per la prima volta assume la titolazione mondiale. Il campione in carica nella classe regina è lo statunitense James Stewart, che deve difendere il titolo dagli attacchi dell'australiano Chad Reed e Tim Ferry, finiti rispettivamente 2° e 3° nel 2007.
James Stewart parte subito bene, collezionando due podi nelle prime due gare, ma sarà costretto al ritiro anticipato della stagione per un infortunio. Il ritiro spiana la strada alla lotta tra Chad Reed e Kevin Windham per la conquista del titolo, che avrà come vincitore Reed all'ultima gara per soli 13 punti su Windham.
Nelle classi "Lite" trionfano Jason Lawrence per la West Coast, e Trey Canard per la East Coast.

## Stagione

### Gran premi
|    | Stato      | Località      | Pista             | Data        |
| -- | ---------- | ------------- | ----------------- | ----------- |
| 1  | California | Anaheim I     | Angel Stadium     | 5 gennaio   |
| 2  | Arizona    | Phoenix       | Chase Field       | 12 gennaio  |
| 3  | California | Anaheim II    | Angel Stadium     | 19 gennaio  |
| 4  | California | San Francisco | AT&T Park         | 26 gennaio  |
| 5  | California | Anaheim III   | Angel Stadium     | 2 febbraio  |
| 6  | California | San Diego     | Qualcomm Stadium  | 9 febbraio  |
| 7  | Texas      | Houston       | Reliant Stadium   | 16 febbraio |
| 8  | Georgia    | Atlanta       | Georgia Dome      | 23 febbraio |
| 9  | Indiana    | Indianapolis  | RCA Dome          | 1º marzo    |
| 10 | Florida    | Daytona Beach | Daytona Speedway  | 7 marzo     |
| 11 | Minnesota  | Minneapolis   | Metrodome         | 15 marzo    |
| 12 | Canada     | Toronto       | Rogers Centre     | 29 marzo    |
| 13 | Texas      | Iving         | Texas Stadium     | 5 aprile    |
| 14 | Michigan   | Detroit       | Ford Field        | 12 aprile   |
| 15 | Missouri   | St. Louis     | Edward Jones Dome | 19 aprile   |
| 16 | Washington | Seattle       | Qwest Field       | 26 aprile   |
| 17 | Nevada     | Las Vegas     | Sam Boyd Stadium  | 3 maggio    |

### Principali piloti iscritti 450cc
| N°  | Pilota         | Team                                  | Moto             |
| --- | -------------- | ------------------------------------- | ---------------- |
| 7   | James Stewart  | Kawasaki Monster Energy               | KX-F 450 Factory |
| 8   | Grant Langston | Yamaha Motor Corp/Bridgestone         | YZ-F 450 Factory |
| 9   | Ivan Tedesco   | Honda Red Bull Racing                 | CR-F 450R        |
| 10  | Ryan Dungey    | Suzuki Rockstar Makita                | RM-Z 450         |
| 11  | Travis Preston | Kawasaki Monster Energy               | KX-F 450 Factory |
| 12  | David Vullemin | Suzuki Rockstar Makita                | RM-Z 450         |
| 13  | Heath Voss     | Honda MDK Motosports                  | CR-F 450R        |
| 14  | Kevin Windham  | Honda Toco Racing Fuels               | CR-F 450R        |
| 15  | Tim Ferry      | Kawasaki Monster Energy               | KX-F 450 Factory |
| 22  | Chad Reed      | Yamaha San Manuel L&M                 | YZ-F 450 Factory |
| 25  | Nathan Ramsey  | Yamaha San Manuel L&M                 | YZ-F 450 Factory |
| 27  | Nicholas Wey   | KTM MDK                               | SX-F 450 Factory |
| 29  | Andrew Short   | Honda Red Bull Racing                 | CR-F 450R        |
| 40  | Joshua Hill    | Yamaha Motor Corp/Bridgestone         | YZ-F 450 Factory |
| 42  | Paul Carpenter | Honda Atomic Racing/Fox/KYB/Enzo      | CR-F 450R        |
| 44  | Troy K Adams   | Honda Hart & Huntington               | CR-F 450R        |
| 55  | Antonio Balbi  | Honda Hooters/Tamer Billet            | CR-F 450R        |
| 100 | Josh Hansen    | Yamaha Joe Gibbs                      | YZ-F 450 Factory |
| 103 | Ryan Abrigo    | Yamaha Eastside Motosports/Pro Wheels | YZ-F 450 Factory |
| 114 | Justin Brayton | KTM MDK Muscle Milk                   | SX-F 450 Factory |
| 118 | David Millsaps | Honda Red Bull Racing                 | CR-F 450R        |
| 800 | Mike Alessi    | Suzuki Rockstar Makita                | RM-Z 450         |
| 917 | Eric Sorby     | Honda Hooters/Tamer Billet            | CR-F 450R        |

## Risultati

### 450cc
| Pos | Pilota          | Moto     | California (bandiera) | Arizona (bandiera) | California (bandiera) | California (bandiera) | California (bandiera) | California (bandiera) |    | Georgia (bandiera) | Indiana (bandiera) | Florida (bandiera) | Minnesota (bandiera) | Canada (bandiera) |    | Michigan (bandiera) | Missouri (bandiera) | Washington (bandiera) | Nevada (bandiera) | Punti |
| --- | --------------- | -------- | --------------------- | ------------------ | --------------------- | --------------------- | --------------------- | --------------------- | -- | ------------------ | ------------------ | ------------------ | -------------------- | ----------------- | -- | ------------------- | ------------------- | --------------------- | ----------------- | ----- |
| 1   | Chad Reed       | Yamaha   | 1                     | 2                  | 1                     | 1                     | 1                     | 1                     | 2  | 6                  | 1                  | 7                  | 7                    | 1                 | 1  | 12                  | 2                   | 2                     | 1                 | 365   |
| 2   | Kevin Windham   | Honda    | 5                     | 3                  | 3                     | 2                     | 4                     | 5                     | 1  | 2                  | 5                  | 1                  | 3                    | 2                 | 4  | 3                   | 1                   | 1                     | 2                 | 352   |
| 3   | Andrew Short    | Honda    | 8                     | 4                  | 9                     | 13                    | 5                     | 4                     | 5  | 3                  | 3                  | 8                  | 4                    | 4                 | 6  | 5                   | 3                   | 3                     | 3                 | 281   |
| 4   | David Millsaps  | Honda    | 7                     | 14                 | 19                    | 3                     | 2                     | 3                     | 8  | 1                  | 17                 | 2                  | 6                    | 3                 | 3  | 1                   | 6                   | 4                     | 5                 | 278   |
| 5   | Joshua Hill     | Yamaha   | 16                    | 11                 | 2                     | 18                    | 12                    | 6                     | 4  | 19                 | 2                  | 17                 | 1                    | 5                 | 2  | 4                   | 16                  | 7                     | 4                 | 228   |
| 6   | Tim Ferry       | Kawasaki | 3                     | 10                 | 6                     | 10                    | 3                     | 2                     | 3  | 4                  |                    |                    |                      | 7                 | 5  | 2                   | 20                  | 5                     | 9                 | 218   |
| 7   | Nathan Ramsey   | Yamaha   | 11                    | 7                  | 7                     | 16                    | 7                     | 8                     | 6  | 5                  | 8                  | 12                 | 10                   | 18                | 11 | 13                  | 4                   |                       |                   | 173   |
| 8   | David Vuillemin | Suzuki   | 10                    | 15                 | 11                    | 20                    | 14                    | 7                     | 10 | 9                  | 9                  | 4                  | 8                    | 13                |    | 7                   | 12                  | 9                     | 10                | 169   |
| 9   | Nicholas Wey    | KTM      | 9                     | 16                 | 12                    | 7                     | 8                     | 9                     | 9  | 14                 |                    | 16                 | 15                   | 6                 | 14 | 17                  | 11                  | 8                     | 6                 | 159   |
| 10  | Paul Carpenter  | Honda    | 13                    | 12                 | 13                    | 20                    | 11                    | 13                    | 11 | 8                  | 7                  | 15                 | 11                   | 11                | 8  | 18                  | 8                   |                       | 12                | 145   |
| 11  | Charles Summey  | Yamaha   |                       | 9                  | 10                    | 11                    | 16                    | 20                    | 7  | 7                  | 19                 | 18                 | 12                   | 9                 | 7  | 8                   |                     | 11                    | 7                 | 144   |
| 12  | Heath Voss      | Honda    | 14                    | 13                 | 14                    | 8                     | 20                    |                       |    | 12                 | 14                 | 6                  | 14                   | 15                | 12 | 9                   | 13                  | 10                    | 11                | 130   |
| 13  | Travis Preston  | Kawasaki |                       |                    |                       |                       | 15                    | 14                    | 20 |                    | 6                  | 14                 | 9                    | 14                | 10 | 6                   | 9                   | 18                    | 8                 | 109   |
| 14  | Jason Thomas    | Honda    | 20                    |                    | 17                    | 19                    |                       | 10                    | 15 | 10                 | 13                 |                    | 19                   | 10                | 13 | 10                  | 10                  | 14                    | 13                | 101   |
| 15  | Eric Sorby      | Honda    | 12                    |                    | 20                    | 14                    | 13                    | 16                    |    |                    | 16                 | 9                  | 13                   | 12                | 15 | 15                  | 14                  |                       | 20                | 84    |
| 16  | Troy K Adams    | Honda    | 19                    |                    |                       | 9                     | 9                     | 11                    |    | 20                 | 11                 |                    |                      | 8                 | 9  |                     | 19                  |                       |                   | 74    |
| 17  | Mike Alessi     | Suzuki   | 6                     | 6                  | 4                     | 15                    | 6                     |                       |    |                    |                    |                    |                      |                   |    |                     |                     |                       |                   | 69    |
| 18  | Jacob Marsack   | Honda    |                       |                    |                       | 4                     |                       | 17                    | 14 | 15                 | 15                 | 3                  |                      | 17                |    | 20                  |                     |                       |                   | 66    |
| 19  | Ivan Tedesco    | Honda    | 15                    | 5                  | 5                     | 6                     |                       |                       |    |                    |                    |                    |                      |                   |    |                     |                     |                       |                   | 53    |
| 20  | Jeff Gibson     | Kawasaki | 20                    | 19                 | 16                    |                       | 17                    |                       | 13 | 17                 | 18                 | 20                 | 17                   | 16                | 18 |                     | 17                  | 13                    |                   | 52    |
| 21  | Ryan Dungey     | Suzuki   |                       |                    |                       |                       |                       |                       |    |                    | 4                  | 10                 | 2                    |                   |    |                     |                     |                       |                   | 51    |
| 22  | Joshua Hansen   | Honda    | 20                    | 8                  | 8                     |                       |                       | 18                    | 19 | 18                 | 10                 |                    |                      |                   |    |                     |                     |                       | 18                | 49    |
| 23  | James Stewart   | Kawasaki | 2                     | 1                  |                       |                       |                       |                       |    |                    |                    |                    |                      |                   |    |                     |                     |                       |                   | 47    |
| 24  | Ryan Clarck     | Honda    |                       |                    |                       | 17                    |                       |                       | 12 | 11                 |                    |                    |                      |                   |    | 14                  |                     | 12                    | 15                | 45    |
| 25  | Bryan K Johnson | Honda    | 18                    | 17                 |                       |                       |                       |                       | 17 | 13                 | 20                 | 11                 | 20                   |                   | 19 |                     | 15                  | 20                    |                   | 40    |
| 26  | Grant Langston  | Yamaha   | 4                     | 20                 | 18                    | 5                     |                       |                       |    |                    |                    |                    |                      |                   |    |                     |                     |                       |                   | 38    |